# Musica e musicisti
Il periodico Musica e musicisti (anche abbreviato in MEM) è stata una rivista bimestrale fondato a Milano nel 1902; pubblicata fino al 1905 da Casa Ricordi, è stata il successore della Gazzetta Musicale di Milano e trattava temi di attualità, musica, politica e spettacoli teatrali, oltre a rubriche dedicate a cruciverba e altri giochi. 

## Storia

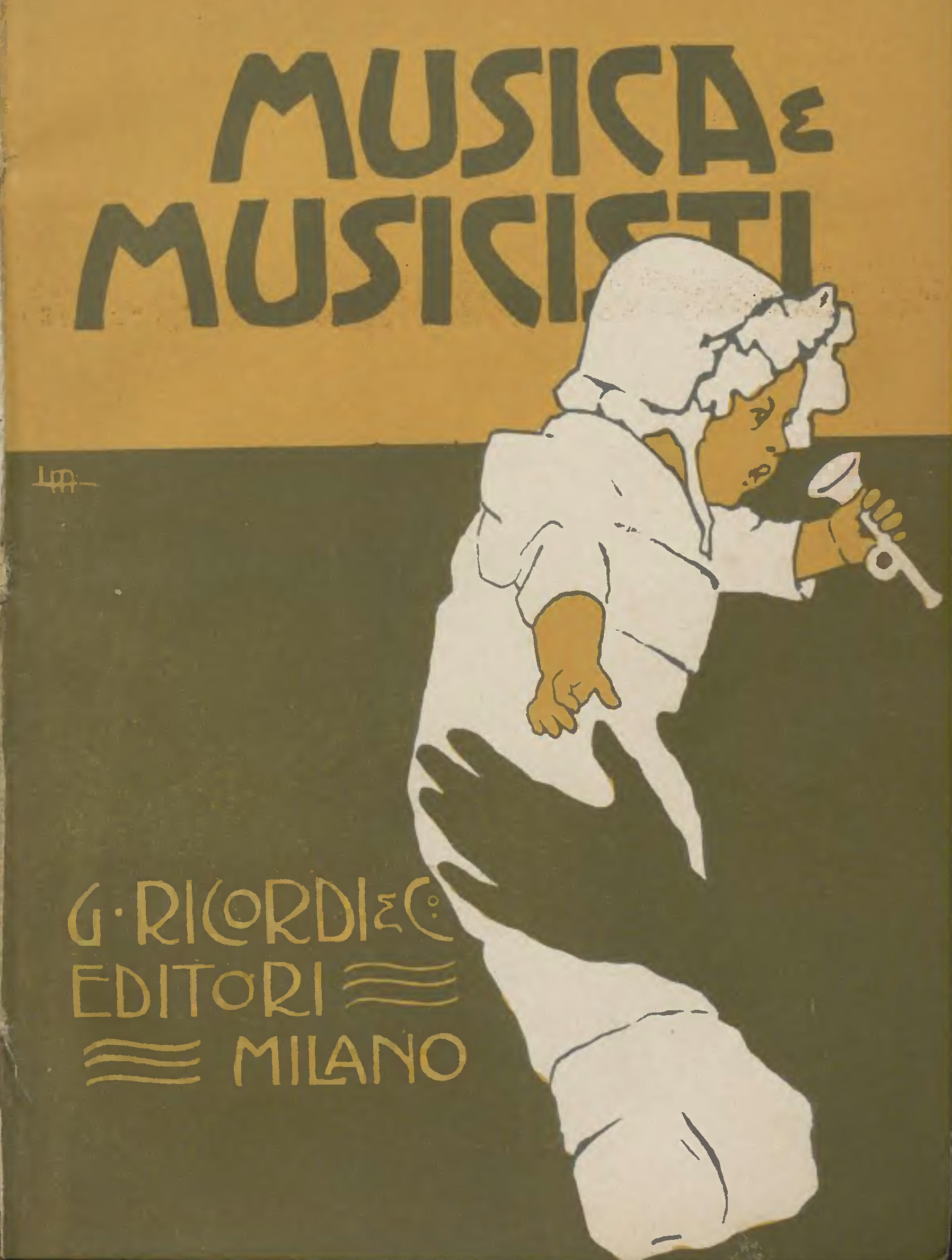
copertina illustrata del primo numero di Musica e Musicisti

La prima annata di Musica e musicisti è costituita da sei fascicoli bimestrali pubblicati dal gennaio al novembre del 1902, numerati rispettivamente anno I, da n. 1 a n. 6. Con la seconda annata di pubblicazione MEM accoglie il sistema di numerazione delle annate della Gazzetta Musicale di Milano. L’ultimo volume della Gazzetta Musicale di Milano porta il numero 57, mentre la seconda annata di Musica e musicisti incomincia dal numero 58. A complicare ulteriormente il sistema di numerazione, Musica e musicisti abbandona la numerazione adottata nella prima annata data alle stampe, cioè anno I, sostituendo tale numerazione con un volume numerato I come numero di “anno” che continua la pubblicazione della Gazzetta Musicale di Milano.  Anno I pertanto identifica il primo anno di pubblicazione di MEM, mentre anno 58 , volume 1 sta a indicare la seconda annata. Con la seconda annata MEM abbandona la cadenza bimestrale di pubblicazione assunta nella prima annata, e dal gennaio del 1903 in poi la rivista è stampata a cadenza mensile. Ciascun’annata è contrassegnata da un numero di anno di pubblicazione (da 58 a 60), da un numero di volume (da 1 a 3), e da un numero di fascicolo (numeri da 1 a 12). 
Di formato molto contenuto, tascabile (appena 16 x 12 cm.), Musica e musicisti è per impaginazione, chiarezza, disposizione delle illustrazioni e delle musiche di accattivante aspetto. È molto accattivante anche nei propositi editoriali: nella “Presentazione” ad apertura del primo fascicolo, infatti, si dichiara che l’intento della rivista è di proporre le novità musicali (dalla musica da camera alla musica sacra, dai balletti alle canzonette popolari) e di presentare i compositori e gli interpreti più in voga (cantanti lirici e musicisti), passati in rivista come in un cinematografo. Per assecondare i gusti del pubblico, è dato pure spazio alla cronaca più mondana dell’evento musicale, dai teatri lirici alle sale da concerto. I lettori sembrano apprezzare il nuovo periodico; nell’articolo ad apertura del secondo fascicolo del marzo 1902, si parla addirittura di successo non solo nazionale ma anche internazionale.

### Il formato mensile

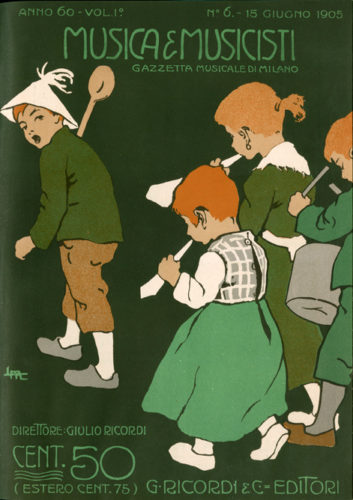
Musica e Musicisti, illustrazione di Leopoldo Metlicovitz, 1905

Dal gennaio del 1903 MEM abbandona del tutto le vesti dell’edizione precedente del 1902; ora è a cadenza mensile, con un formato più grande (il classico in ottavo, 25 x 18 cm.). Nel programma d’abbonamento si afferma l’estetica del rinnovato periodico: esposizione in forma rapida e piacevole dell’arte musicale e drammatica, per un pubblico non solo di professionisti e dilettanti ma anche di semplici appassionati. Il successo della rivista è garantito, come testimonia un contributo intitolato: "Ai nostri abbonati e lettori" nel luglio del 1903; successo in parte dovuto anche all’abile strategia di marketing attuata da Giulio Ricordi: chi acquista musica di edizione Ricordi, infatti, è di diritto abbonato a Musica e musicisti; viceversa gli abbonati al periodico hanno diritto di scegliere in premio musica fra le edizioni Ricordi. Pezzi di musica sono offerti al pubblico anche all’interno della rivista. I lettori di Musica e musicisti così possono dilettarsi a suonare il pianoforte brani di compositori di Casa Ricordi più in voga, come Francesco Paolo Tosti, e trascrizioni pianistiche di opere di Alberto Franchetti (Germania) e Giacomo Puccini (Madama Butterfly).

### L'importanza delle rubriche e il cambio di nome
Il contenuto di Musica e musicisti è sempre stato molto differenziato e le molteplici rubriche hanno assunto una rilevanza fondamentale per catturare l'attenzioni del pubblico e di molteplici collaboratori.
Tra le rubriche di grande interesse figura “Proiezioni”, vero pezzo forte del periodico. Grazie ad essa Musica e musicisti divenne una sorta di enciclopedia illustrata del mondo dello spettacolo di questi anni. Passano in rassegna numerosi artisti, di diversa fama e carriera: musicisti, attori, ballerine, cantanti del café-chantant. Si leggono molti nomi: da Dina Galli a Emma Gramatica, da Salomea Krusceniska a Ernesto Consolo, da Emma Calvé a Titta Ruffo, da Virgilio Talli a Virginia Reiter. 
Di rilevante importanza è anche la rubrica “Novità musicali”. In questa rubrica si presentano ai lettori le più recenti pubblicazioni di Casa Ricordi, dalla musica da camera a quella sacra. È rimarchevole la nutrita presenza di trascrizioni delle opere liriche di maggior successo che possono essere così ascoltate al di fuori dei teatri d’opera, in atmosfere più domestiche. 
La passione di Ricordi per l’arte letteraria si esplica dal febbraio del 1903 in una serie di pubblicazioni a puntate di romanzi di autori stranieri. Inoltre, sempre nel corso del 1903, si ha la consolidazione delle precedenti rubriche con l'aggiunta di nuove rubriche come: "Corrispondenza intima" (realizzata probabilmente da Giulio Ricordi), "Punti d'esclamazione", "Attraverso le arti sorelle", "Alla rinfusa", "In memoria" e "Omaggi alla nostra rivista". 
Dall’aprile del 1904 per un ancor maggiore diletto dei lettori il direttore Giulio Ricordi fa comparire sulle pagine di «Musica e musicisti» delle vignette caricaturali, molto gustose per i fruitori dell’epoca, in cui si prendono di mira i personaggi più in vista del mondo della cultura e più raramente della politica internazionale.
Nel numero di dicembre 1905 viene dato l’annuncio di un nuovo titolo della rivista, quello stesso del famoso motto di Casa Ricordi: «Ars et Labor».